# 여섯 점의 나폴레옹 상

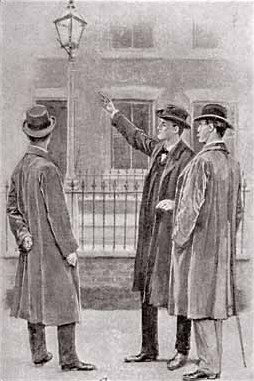
여섯 개의 나폴레옹 삽화

여섯 점의 나폴레옹 상(영어: The Adventure of the Six Napoleons)은 단편집 《셜록 홈즈의 귀환》에 실린 단편 소설로 1904년 4월 <콜리어스 위클리>와 1904년 5월 <스트랜드 매거진>에 발표된 에피소드다. 다소 좀 희극적인 면이 있는 에피소드인 동시에 홈즈의 인간적인 면을 발견할 수 있는 에피소드 중 하나이다.

## 등장 인물
- 베포 : 이탈리아인으로 본래는 솜씨 좋은 조각가였으나 나쁜 길에 빠져 2번이나 수감 생활을 한 적이 있다. 첫 번째는 단순 절도죄였고 두 번째는 동포 피에트로 베누치를 칼로 찔러 상해를 입힌 죄로 수감되었다. 허드슨 상회와 겔더 상회에서 근무한 경험이 있고 피에트로 베누치가 이 남자를 미행 중이다.
- 피에트로 베누치 : 역시 이탈리아인으로 나폴리 태생의 마피아 단원이라고 한다. 1년 전 베포에게 칼에 찔려 상해를 입은 바 있다. 베포를 미행하고 있는 듯한데 피트 스트리트의 하커 기자 집 정원에서 칼에 찔려 죽은 채로 발견되었다.
- 호레이스 하커 : 직업은 신문기자이며 대단히 소심한 성격의 소유자다. 넉 달 전 하딩 형제네 가게에서 석고상을 샀는데 도난당했다. 그의 집에서 피에트로 베누치가 살해당한 채 발견되었다.
- 모스 허드슨 : 케닝턴 스트리트에 위치한 허드슨 상회의 주인이다. 대단히 성격이 급하고 다혈질적인 인물이다. 베포를 가게 점원으로 고용한 적이 있고 겔더 상회에서 나폴레옹 석고상 복제품 3점을 떼어와 2점을 바니콧 박사에게 팔았고 1점은 나흘 전 괴한이 가게에 침입해 파괴했다고 한다.
- 겔더 씨 : 스테프니 구에 위치한 겔더 상회의 주인으로 독일인이다. 사건에 연루된 6점의 나폴레옹 석고상이 모두 이 가게에서 만들어졌고 3점을 허드슨 상회에 나머지 3점을 하딩 형제 가게에 팔았다고 한다. 베포를 고용한 적이 있는데 베포가 이 가게에서 일할 때 길에서 동포를 칼로 찌르고 이 가게에 숨어드는 바람에 고초를 겪은 적이 있다고 한다.
- 하딩 씨 : 하딩 형제 가게의 주인이다. 판매 장부를 별로 중요하게 생각하지 않는 듯하며 아무나 자유롭게 보도록 방치하고 있다. 이탈리아인 점원을 고용해 쓰고는 있으나 베포는 본 적이 없는 듯하다. 문제의 나폴레옹 석고상은 하커 기자와 치즈윅구 레버넘 별장의 브라운 씨, 로워 로드에 사는 샌드퍼드 씨에게 각각 팔았다고 한다.

## 줄거리
어느 날 레스트레이드가 베이커 스트리트에 있는 홈즈의 하숙집으로 놀러와 이 사건은 홈즈보다도 왓슨에게 어울릴 만한 사건 같다고 운을 뗀 뒤 나폴레옹 보나파르트를 혐오하는 사람이 있는 것 같다고 말했다. 첫 번째는 나흘 전 케닝턴 스트리트의 허드슨 상회에 괴한이 침입해 가게에 진열된 석고상을 파괴한 사건이었다. 두 번째는 어젯밤 열렬히 나폴레옹을 숭배하는 의사 바니콧의 병원에 있던 석고상 2점이 파괴되었다. 그 석고상은 허드슨 상회에서 구입했다고 하며 모두 같은 틀에서 제작되었다고 한다. 처음엔 정신이상자의 소행으로 생각했던 홈즈는 런던에만 그런 나폴레옹 석고상이 수천 점이나 될 텐데 허드슨 상회라는 특정한 가게에서 팔린 석고상만 3점이나 골라서 부수고 다니는 것이 부자연스럽다고 지적하며 단순히 나폴레옹 혐오자의 소행이 아닐 것이라고 밝혔다. 나폴레옹 혐오자라면 그런 것과 관계없이 석고상이 보이는 족족 다 때려부술 테니까.
그리고 다음 날, 레스트레이드에게서 피트 스트리트로 와 달라는 전보를 받았다. 레스트레이드가 와 달라고 한 곳은 호레이스 하커라는 신문기자의 집인데 이곳에서 나폴레옹 석고상 절도 및 파괴 사건과 살인사건이 일어났다는 것이다. 하커 기자의 말에 따르면 그 석고상은 넉달 전 하딩 형제 가게에서 구입한 것이라고 한다. 어젯밤 집에 누군가가 크게 비명을 지르는 소리에 놀라 살펴보니 누군가 침입한 흔적이 있었다. 집 안을 살펴보니 없어진 건 그 몇 실링짜리 나폴레옹 석고상 하나 뿐이었다. 그래도 몰라 방범용 호루라기와 곤봉을 들고 밖으로 나가는데 현관에 뭔가가 발에 채였다. 살펴보니 웬 젊은 남자가 칼에 찔려 죽어 있는 게 아닌가? 그래서 하커 기자는 호루라기를 불고 그 자리에서 졸도했다고 한다. 레스트레이드에게 죽은 남자에 대해 묻자 레스트레이드는 키가 크고 체격이 좋으며 볕에 잘 그을렸고 30대 정도로 보였지만 신분을 알 수 있을 만한 단서가 없어서 신원을 밝히지 못했다고 한다. 옷차림은 남루했지만 노동자 같진 않았고 소지품이라곤 런던 시내 지도와 사과, 본인이 찔려죽은 칼 그리고 어떤 남자의 사진밖에 없었다고 한다. 아무래도 죽은 남자는 사진 속 남자를 미행하고 있었던 듯하다. 홈즈가 석고상의 행방을 묻자 레스트레이드는 조금 떨어진 가로등 앞에서 깨졌다고 대답했다. 이에 홈즈는 이 사건이 단순히 나폴레옹을 병적으로 혐오하는 정신이상자의 소행이 아님을 확정했다. 범인은 나폴레옹이 싫어서 석고상을 깬 것이 아니라 석고상 자체에 확인해야할 것이 있어서 깼다는 것이 홈즈의 설명이었다. 그 증거로 하커 기자의 집 옆에 빈 집이 있는데도 굳이 가로등이 있는 먼 집 앞에서 부순 것을 들었다. 정말 나폴레옹 혐오자의 소행이라면 굳이 가로등이 있는 곳까지 가져와서 깰 이유가 없기 때문이다. 마침 바니콧 박사의 병원 근처에도 가로등이 있었다. 레스트레이드는 피살자의 신원부터 파악할 것이라 했고 홈즈는 석고상에 좀 더 초점을 맞추고 조사할 것이라 하면서 피살자의 소지품 중 어떤 남자의 사진을 잠시 빌려달라고 부탁했다.
사진을 받은 홈즈와 왓슨은 먼저 하딩 형제네 가게에 갔지만 하딩 씨가 외출 중이어서 먼저 허드슨 상회로 향했다. 허드슨 상회의 주인 모스 허드슨은 스테프니 구에 위치한 겔더 상회에서 문제의 나폴레옹 석고상 3점을 사와서 2점을 바니콧 박사에게 팔았고 나머지 1점은 가게에 진열되어 있었는데 괴한이 침입해 파손했다고 증언했다. 홈즈가 사진 속 남자에 대해 묻자 모스 허드슨은 남자의 이름은 베포(Beppo)이고 성씨는 모르며 이탈리아인이라고 밝히며 며칠 전까지 이 가게 점원으로 일했는데 갑자기 그만 두었다고 설명했다. 하커 기자의 집에서 피살된 남자는 도대체 왜 베포라는 이탈리아인을 미행하고 있었던 것일까? 홈즈 일행은 그 석고상이 생산된 스테프니 구의 겔더 상회로 가서 그 답을 찾아보기로 했다. 겔더 상회의 주인은 금발에 거구인 독일인이었다. 겔더 씨는 이 가게에서 6점의 나폴레옹 석고상을 제작했고 그 중 3점을 허드슨 상회에 또 나머지 3점을 하딩 형제네 가게에 팔았다고 밝혔다. 겔더 상회 주인에게 베포의 사진을 보여주자 몹시 흥분하며 욕을 했다. 그의 말에 따르면 1년 전에 베포가 길에서 제 동포를 칼로 찌르고 이 가게에 숨어든 탓에 경찰 조사를 받는 곤욕을 치렀다고 한다. 하지만 베포가 일은 뛰어나게 잘했으며 조각하는 일, 석고상 본을 뜨는 일, 표구 작업 등 못하는 게 없었다고 한다. 겔더 상회 주인은 그 때 1년 형을 선고받았다고 했으니 지금은 출소했을 것이고 아마 고국으로 돌아갔을 것이라고 추측하며 베포의 사촌형제가 아직도 이 가게에서 일하고 있으니 그에게 물어볼 것을 권했다. 그러자 홈즈는 부르지 말라고 말리고 베포의 사촌형제에겐 우리가 온 사실을 함구해줄 것을 부탁했다. 뒤이어 하딩 형제네 가게로 가서 나머지 석고상들의 행방을 알았다. 하딩 씨는 겔더 상회에서 나폴레옹 석고상 3점을 샀고 각각 피트 스트리트에 사는 하커 기자, 치즈윅 구 레버넘 별장에 사는 브라운 씨 그리고 로워 로드에 사는 샌드퍼드 씨에게 팔았다고 밝혔다. 하지만 하딩 씨는 베포가 누구인지는 잘 모르는 것 같았다. 대신 청소 담당 직원으로 이탈리아인이 몇 명 있으며 판매 장부는 중요한 물건이 아니기에 마음만 먹는다면 누구나 볼 수 있었을 것이라고 진술했다.
베이커 가의 하숙집에 돌아오니 레스트레이드 경감이 먼저 와서 기다리고 있었다. 레스트레이드는 하커 기자의 집에서 살해당한 채로 발견된 남자의 신원을 알아냈다는 낭보를 가지고 왔다. 그 피살자의 신원은 이탈리아 나폴리 태생의 마피아 단원이었던 피에트로 베누치(Pietro Venucci)였다. 레스트레이드는 홈즈에게 베포는 피에트로 베누치와 같은 마피아 단원이었는데 베포가 조직을 배신해서 피에트로 베누치가 그를 미행 중에 있었고 우연히 하커 기자 집에서 두 사람이 조우했는데 격투 끝에 베포가 베누치를 살해했을 것이란 추리를 늘어놓았다. 잠자코 레스트레이드의 추리를 듣던 홈즈는 혹시 나폴레옹 석고상의 행방에 대한 조사를 했느냐고 물었다. 그러자 레스트레이드는 그건 고작 몇 실링짜리 물건이 없어진 시시한 절도 사건에 불과해 조사하지 않았다고 일축하며 지금 당장 이탈리아인 거리로 가서 베포를 체포하러 갈 것이라며 길을 나서려 하자 홈즈는 베포가 이탈리아인 거리가 아니라 치즈윅 구 레버넘 별장으로 나타날 가능성이 높다고 밝혔다. 홈즈는 반신반의하는 레스트레이드를 데리고 치즈윅 구의 레버넘 별장 인근에 잠복했다. 밤이 깊자 누군가가 별장 안으로 침입해 어떤 물건을 가지고 나온 뒤 가로등 아래로 가서 부숴서 뭔가를 유심히 살피고 있었다. 레스트레이드가 곧장 달려들어 침입자를 체포했다. 침입자는 예상대로 베포였다. 그러나 홈즈는 베포를 거들떠보지도 않고 깨진 석고상 파편만 이리저리 살필 뿐이었다. 아무래도 홈즈는 뭔가 다른 생각을 하고 있는 듯하다.
다음 날, 레스트레이드가 베이커 가로 찾아왔다. 범인의 이름은 익히 아는대로 베포였으며 성은 알 수 없었다. 이탈리아 출신으로 본래 솜씨 좋은 조각가였으나 나쁜 길에 빠져 2번이나 감방에 간 전적이 있었다. 처음은 단순 절도죄였고 나머지는 겔더 상회 주인이 말한대로 1년 전에 길에서 동포를 칼로 찔러 상해를 입힌 죄였다. 그러나 피에트로 베누치를 살해한 이유와 나폴레옹 석고상을 부수고 다닌 이유에 대해선 묵비권을 행사했다고 한다. 하지만 홈즈는 레스트레이드의 설명을 듣는 둥 마는 둥했다. 누군가를 기다리는 듯했다. 얼마 후 손님이 왔다. 그 사람은 바로 마지막 석고상의 소유자 샌드퍼드 씨였다. 샌드퍼드 씨는 홈즈에게 석고상을 10파운드에 사겠다는 연락을 받고 이 곳에 온 것이었다. 샌드퍼드는 자신은 고작 15실링을 주고 샀다며 정말 10파운드에 사겠느냐고 홈즈에게 물었다. 홈즈는 석고상 가격을 정확히 모르고 있었다고 밝혔지만 약속은 약속이라며 10파운드를 지불하고 석고상을 샀고 샌드퍼드는 흡족해하며 떠났다. 샌드퍼드가 떠나자 홈즈는 곧바로 사냥용 채찍으로 방금 산 석고상을 내리쳐 부쉈다. 모두들 놀랐지만 홈즈는 뭔가 검은 구슬이 푸딩처럼 박힌 파편 하나를 집어들어 보여주었다. 그것은 바로 이탈리아의 보르자 가문이 자랑하는 흑진주였다.
1년 전, 이탈리아의 콜로나 공작 가족이 런던에 머물렀을 때 이 흑진주가 도난당한 사건이 발생했다. 당시 공작 부인의 하녀가 이 흑진주를 훔친 용의자로 지목되었으나 뚜렷한 물증이 없었던 탓에 흐지부지 종결되었다. 사건 조사 당시 밝혀진 것이라고는 오로지 그 하녀의 오빠가 런던에 체류 중이라는 것밖에 없었다. 그래서 경찰 측에선 하녀가 흑진주를 훔쳐 런던에 머물고 있던 오빠에게 넘겼을 것이라고 추정했으나 그 사실을 입증할 물증이 없었다고 한다. 당시 흑진주 도난 사건의 용의자로 지목된 하녀의 이름은 루크레티아 베누치(Lucretia Venucci)였다. 홈즈는 하커 기자의 집에서 피살된 채 발견된 피에트로 베누치가 바로 그 하녀의 오빠일 것이라고 자신의 추리를 밝혔다. 그 근거는 콜로나 공작 부인이 문제의 흑진주를 분실하고 이틀 후에 베포가 길에서 동포를 찌르고 자신이 일하고 있던 겔더 상회에 숨어들었다는 것 그리고 그 흑진주가 겔더 상회에서 제작된 석고상에서 발견된 것이다. 즉, 1년 전에 베포가 길에서 칼로 찔러 상해를 입힌 동포는 바로 피에트로 베누치였고 베포가 피에트로 베누치에게 상해를 입힌 이유는 흑진주를 차지하기 위해서였던 것이다. 문제는 베포가 피에트로 베누치를 찌르고 겔더 상회에 숨었을 때 흑진주를 지니고 있었고 경찰에 쫓기고 있었다는 것이다. 흑진주를 빨리 어딘가에 숨겨야 했는데 마침 건조 중이던 덜 굳은 나폴레옹 석고상이 그의 눈에 들어왔다. 급한 마음에 베포는 재빨리 석고상 안에 그 흑진주를 숨겼고 말끔히 덧칠해서 흑진주가 든 사실을 모르게 했다. 그런 다음 순순히 체포되어 1년 간 징역을 살았다.
그런데 베포가 감방에 있었던 사이에 이미 그 6점의 석고상은 다 팔려나간 뒤였다. 모양도 다 똑같이 생겼고 급하게 숨긴 터라 표시할 틈도 없었으니 어느 석고상이 흑진주가 든 것인지는 베포 본인도 알 길이 없었을 것이다. 거기다 석고란 것은 시간이 지날수록 응집력이 강해져서 흔드는 것만으로는 알 수가 없으니 깨부수는 방법 외에는 없었다. 우선 출소한 베포는 집요하게 흑진주가 든 석고상을 찾아나섰다. 먼저 그는 겔더 상회에 일하는 사촌형제를 통해 문제의 나폴레옹 석고상이 허드슨 상회와 하딩 형제네 가게에 각 3점씩 팔려나갔다는 사실을 알아냈다. 그래서 그는 허드슨 상회 점원으로 취직해 일하면서 3점 중 2점이 의사 바니콧 씨에게 팔려나간 사실을 확인했다. 하지만 허드슨 상회에 팔려나간 3점의 석고상 어디에도 흑진주가 없었고 결국 모두 꽝이었다. 하지만 우리의 근성가이 베포는 절대 포기하지 않고 하딩 형제 가게에서 일하는 동포들에게 부탁해 나머지 3점이 판매된 곳을 알아냈다. 그래서 첫 번째로 가게에서 가장 가까운 피트 스트리트의 하커 기자 집 석고상을 훔쳤다. 하지만 베포가 출소할 무렵 흑진주를 노리던 또 다른 인물이 있었으니 그는 바로 1년 전 베포에게 흑진주를 빼앗긴 피에트로 베누치였다. 피에트로 베누치는 베포가 흑진주를 가지고 있다고 의심해 베포를 미행하고 있었는데 그만 들키고 말았다. 결국 두 사람은 옥신각신하면서 다투게 되었고 결국 베포는 피에트로 베누치를 칼로 찔러 죽여버렸다. 살인까지 저지르게 된 이상 베포는 흑진주를 빨리 찾아야만 했고 이제 남은 건 치즈윅 구 레버넘 별장의 것과 로워 로드에 사는 샌드퍼드 씨 것밖에 없었다. 그래서 둘 중 가까운 치즈윅 구로 갔고 끝내 거기서 붙잡히고 만 것이다.

## 작중 오류
- 푸른 카벙클과 같이 아서 코난 도일이 보석의 특징을 잘 모르는 것으로 보이는 에피소드이다. 진주는 유기질 보석이라 흠집이 잘 나고 보관이 까다로운데 그걸 헝겊 같은 것으로 감싸지도 않고 석고에 넣었다간 석고가 굳으면서 발생하는 열 때문에 진주가 훼손될 수 있다.